# Vertrag von Weingarten

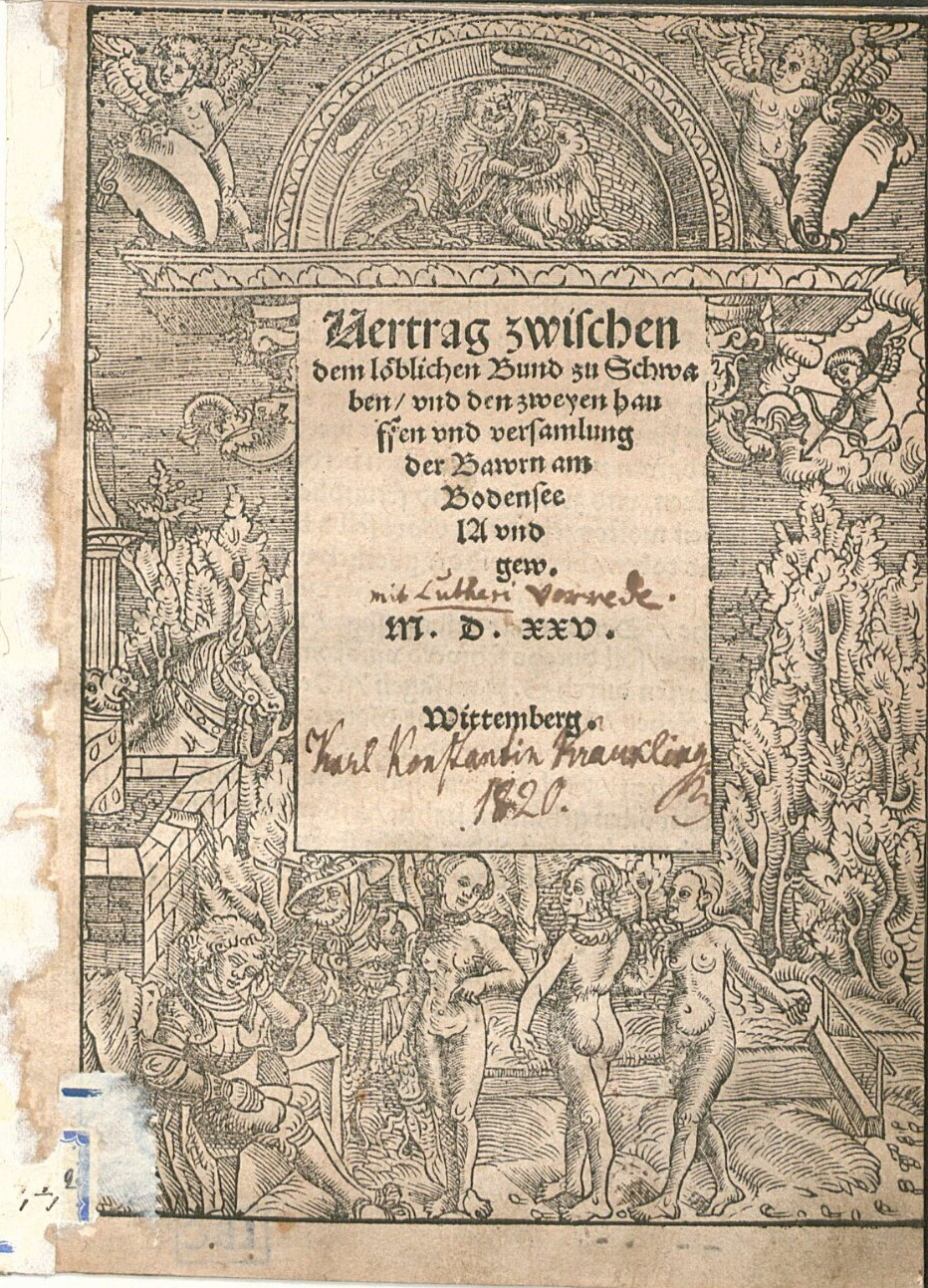
Vertrag zwischen dem löblichen Bund zu Schwaben, und den zweyen hauffen und versamlung der Bauren am Bodensee. Titelblatt des Vertrags von Weingarten in einer Ausgabe mit Kommentierung Martin Luthers.

Der Vertrag von Weingarten, auch Weingartener Vertrag genannt, wurde während des Deutschen Bauernkrieges am 17. April 1525 in Weingarten (Oberschwaben) geschlossen und am 22. April formal besiegelt. Vertragspartner waren der Heerführer des Schwäbischen Bundes, Georg III. Truchsess von Waldburg (später „Bauernjörg“ genannt), und die Hauptleute der aufständischen Bauern des Seehaufens aus den Gebieten am nördlichen Bodenseeufer. Er beendete die Auseinandersetzungen zwischen den beiden Heeren ohne größere Gefechte und legte zugleich die Rückkehr zur alten Ordnung fest.

## Zustandekommen

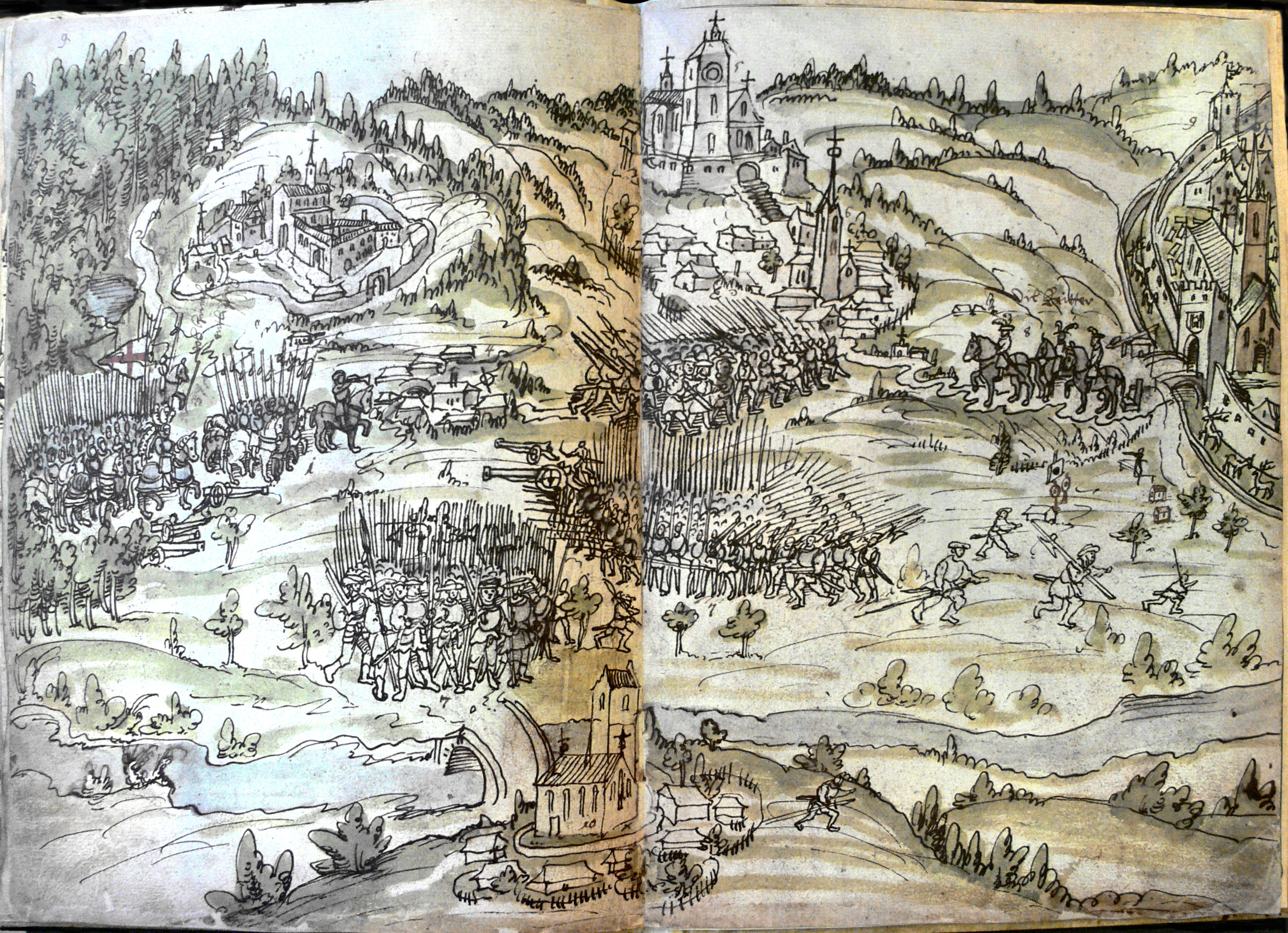
Aufstellung vor Weingarten. Ganz links das Heer des Schwäbischen Bundes mit rot-weißem Georgskreuz als Fahne, in der Bildmitte die Haufen des Bauernheeres mit zwei Kanonen. Mittig oben das Kloster Weingarten, dessen Treppe nach Altdorf führt. Rechts zu Pferde die Vermittlerdelegation aus Ravensburg kommend (Federzeichnung aus der Bauernkriegschronik des Abt Jacob Murer)

Beide Heere standen sich an Ostern 1525 bei Weingarten gegenüber. Auf Seiten des Seehaufens leitete der Bermatinger Hauptmann Eitelhans Ziegelmüller die Schlacht. Das 8000 Mann starke Heer des Schwäbischen Bundes war den rund 20.000 gut gerüsteten Bauern an Truppenstärke deutlich unterlegen und lag zudem in ungünstiger Stellung. Weitere Unterstützung durch die Allgäuer und Hegauer Bauern war bereits unterwegs. Das erkannte der Heerführer des Schwäbischen Bundes und versuchte, eine militärische Eskalation zu vermeiden.
Georg Truchsess von Waldburg legte Ziegelmüller den Entwurf für einen aus 15 Punkten bestehenden Vertrag vor. Die Vertragsverhandlungen, bei denen unter anderem Vertreter der Grafen von Montfort und des Rats der freien Reichsstadt Ravensburg vermittelten, zogen sich in die Länge. Am 17. April nahmen die Bauernführer des Seehaufens die Bedingungen des Truchsess schließlich an. Anders als mit dem Truchsess vereinbart, weigerten sich die Bauern allerdings, ihre Waffen abzugeben. Die Oberallgäuer Bauern nahmen den Vertrag nicht an und ein Teil der Unterallgäuer fiel kurze Zeit später von ihm ab.
Warum die Bauern trotz ihrer militärischen Überlegenheit einen derart ungünstigen „Diktatfrieden“ akzeptierten, ist Gegenstand der Forschung. Der Historiker Elmar L. Kuhn sieht die Gründe in der Schwäche ihrer Führungsriege. Diese bestand überwiegend aus Vertretern des Kleinadels und dem Patriziat und fürchtete um den Verlust ihrer sozialen Stellung durch allzu militantes Vorgehen. Sie war daher gegenüber einer „gütlichen Einigung“ auch auf Kosten der ländlichen Unterschichten prinzipiell aufgeschlossen. Dem Truchsess verschaffte der Vertrag die nötige Atempause, um sein Heer personell aufzustocken und damit weiter gegen andere Bauernheere zu ziehen.

## Inhalt
Zu Beginn des Vertrags wird den Bauern vorgeworfen, mit ihrer „Verschwörung“ einen Aufruhr verursacht zu haben, der gegen die Goldene Bulle und den Landfrieden des Reiches verstoßen hat. Konkret wird ihnen die Absetzung ihrer Herren, Junker und Obrigkeiten und die Einnahme, Inbrandsetzung und Plünderung der „Schlösser, Märkte, Dörfer und Häuser ihrer Herren“ zur Last gelegt. Danach folgen 15 Vertragsartikel, die unter anderem beinhalten:
- Die Heere der Bauernhaufen werden aufgelöst und erhalten freien Abzug.
- Die Haufen müssen ihre Bündnisse beenden, wieder ihren Herren huldigen und geloben, keine neuen Aufstände zu organisieren.
- Alle gegenseitigen politischen und finanziellen Verpflichtungen der Bauernhaufen sind annulliert.
- Die Bauern müssen wieder Abgaben leisten und eroberte Klöster, Schlösser, Ortschaften und Güter an die Besitzer zurückgeben.
- Unabhängige Schiedsgerichte sollen künftig bei Streitigkeiten zwischen Bauern und Feudalherren entscheiden, wobei die Schiedsgerichtsvertreter Bürger aus der Stadt sein müssen.
- Die Bauern müssen in ihren Gemeinden für die Einhaltung des Vertrags sorgen. Wenn eine Obrigkeit gegen den Vertrag verstößt, dürfen sie sich beim Schwäbischen Bund beschweren.

Die Vereinbarung wurde schließlich am 22. April 1525 in Ravensburg durch neun Siegel beurkundet: Zunächst die Siegel der drei Feldherren des Schwäbischen Bundes (Truchsess von Waldburg als Oberstem Feldherren, Graf Wilhelm von Fürstenberg, dem Obersten der Berittenen und  Froben von Hutten, Oberster der Fußknechte), gefolgt von den Siegeln der beiden Vermittler, dem Grafen von Montfort und der Reichsstadt Ravensburg. 
Auf Seiten der Bauern gaben die Städte Markdorf, Meersburg und Tettnang sowie Amann Käm von Weingarten, der Hauptmann des Klosters Weingarten, ihr Siegel. Zusätzlich wurden im Vertrag 45 Hauptleute in Vertretung von 21 Plätzen des Seehaufens und Teilen des Allgäuer Haufens namentlich aufgeführt, darunter der Hauptmann der Rappertsweiler Abteilung, Dietrich Hurlewagen, und Eitelhans Ziegelmüller, der bei der Schlacht Verhandlungsführer des Bauernheeres war.

## Folgen

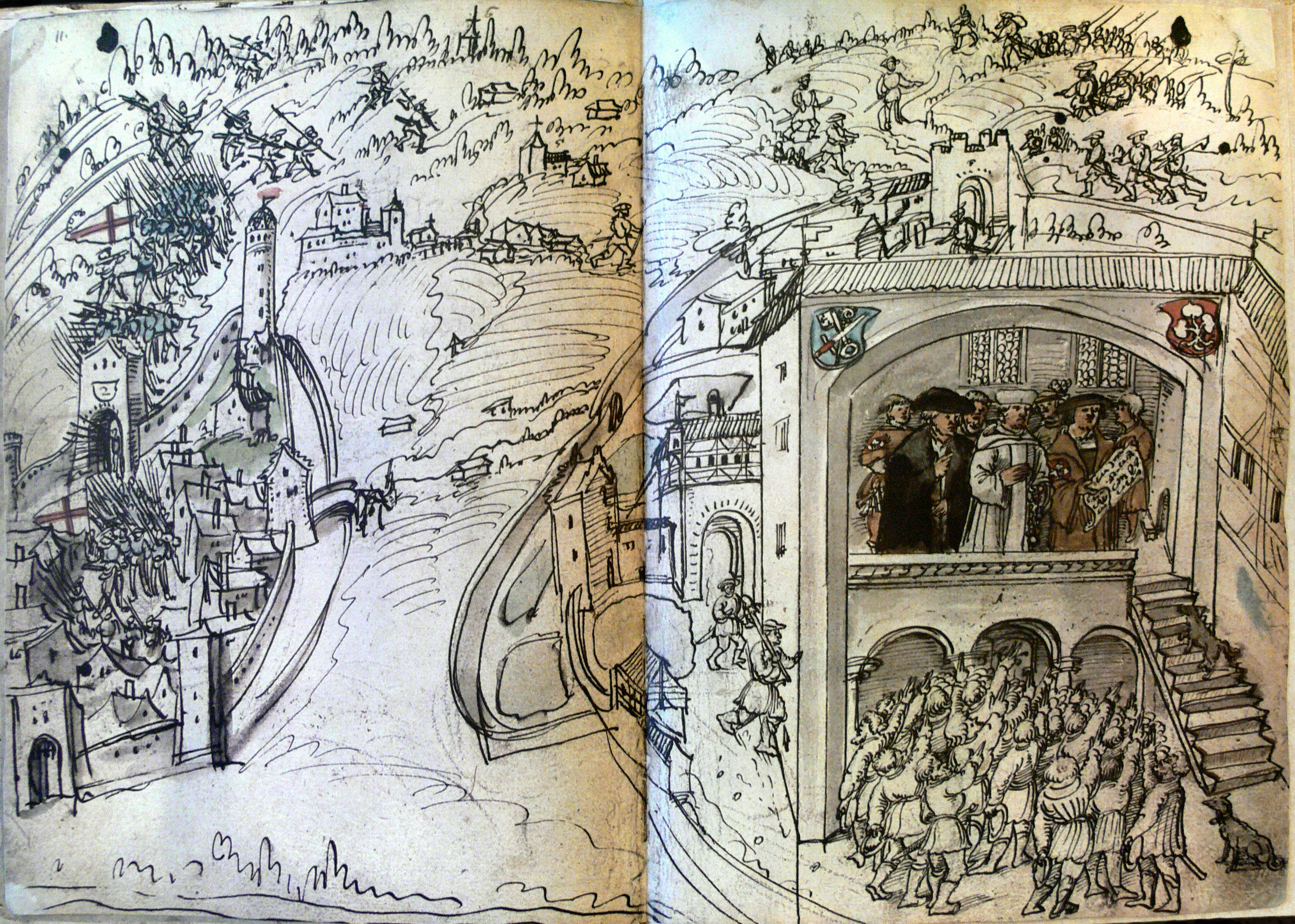
Die Untertanen des Klosters Weißenau huldigen dem Abt bei der Verlesung des Weingartener Vertrags erneut.

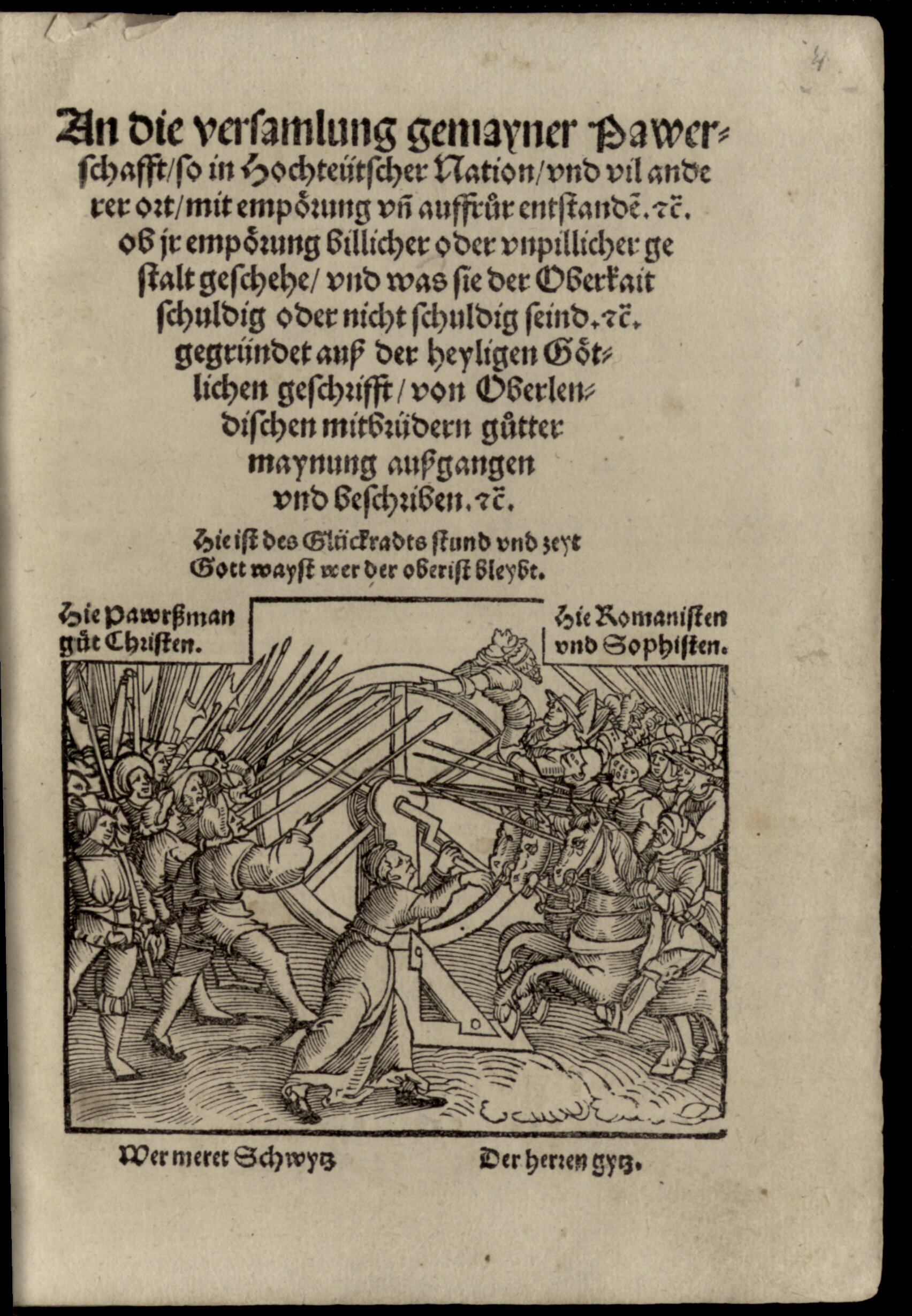
Titelblatt einer anonymen Flugschrift vom Mai 1515 (vermutlich von Christoph Schappeler). Links stehen sich die Bauern, rechts die Adeligen und Prälaten bewaffnet an einem Glücksrad gegenüber, auf welches das Papsttum gebunden ist.

Nach dem Abschluss des Vertrags dauerte es mehrere Wochen, bis sich die Bauern wieder ihren Herren unterordneten. Der Seehaufen bestand noch bis Herbst 1525 formell fort. In Versammlungen wurde den Bauern von seinen Führern jetzt eingeschärft, den Vertrag zu beachten. Einige der Haufenführer machten in der Folge Karriere. Sowohl Hurlewagen als auch Ziegelmüller erhielten Zahlungen von der Obrigkeit für ihre Kooperation bei der Abwicklung der Revolution.
Im Verlauf des Jahres kam es immer wieder zu einzelnen Aufständen und Meutereien, die blutig niedergeschlagen wurden. In Überlingen wurden im Rahmen der Sernatinger Meuterei mehrere Bauernführer hingerichtet, deren Anhänger sich unter der Losung „Unsere Spieße und Degen stechen und hauen keinen Bauern“ weigerten, gegen ihre Bundesgenossen im Hegau zu kämpfen. Ende Juni beschwerten sich die Ausschüsse des Seehaufens in einem gemeinsamen Brief an den Schwäbischen Bund über die Repressalien einzelner Herrscher, die sie als Vertragsverletzung betrachteten.
Wenige Wochen nach Abschluss des Vertrags, im Mai 1525, zirkulierte die in Nürnberg gedruckte anonyme Flugschrift „An die Versammlung gemeiner Bauernschaft“, deren Autor vermutlich der von Zwingli geprägte reformierte Theologe Christoph Schappeler ist. Sie betont in Auseinandersetzung mit der lutherischen Lehre, dass die Obrigkeit nicht über dem Gesetz oder dem Evangelium stehen dürfe. Schappeler rechtfertigt den „gerechten Kampf der Bauern“ unter Bezugnahme auf die Forderungen der Zwölf Artikel und übt scharfe Kritik an Adel und Klerus, die von der eigentlichen Lehre des Evangeliums abgekommen seien und zur Tyrannei wurden. Die Bauern ruft er zur Einigkeit und Fortsetzung ihres Widerstands auf:

„Wenn jedoch eure Herren weiterhin Herren sein wollen und großen Unfug mit euch Armen treiben, entgegen der oben beschriebenen göttlichen Rechtslehre, dann folgt dem Beispiel Salomons: Schart euch mutig zusammen, bewaffnet euch mit dem Mut kühner Ochsen und Stiere, die sich treu in einem Kreis zusammenschließen und ihre Hörner hervorstrecken. Nicht um sich zu empören,
sondern allein, um sich vor den einfallenden Wölfen zu schützen.“

## Rezeption
Der Historiker Max Steinmetz sieht in Weingarten „die bisher schwerste Niederlage der Bauern, entstanden aus dem Verzicht auf den sicheren Sieg“, in deren Folge der Schwäbische Bund weitgehend freie Hand zur anschließenden Niederschlagung der Revolte der württembergischen und fränkischen Bauern erhielt, der mehr als 70.000 Menschen zum Opfer fielen. Der Weingartener Vertrag stellt somit einen Wendepunkt in der Geschichte des Bauernkriegs dar: Mit ihm sah sich das feudale Lager wieder die Oberhand gewinnen und vernetzte sich auch andernorts besser, teils konfessionsübergreifend – wogegen in der Folge auch Thomas Müntzer nichts mehr auszurichten vermochte.
Dennoch führte der Vertrag zu örtlichen Verbesserungen. Die Obrigkeit zeigte sich aus Angst vor neuen Erhebungen in der Vertragsregion tendenziell kompromissbereiter. Die Forderungen der Zwölf Artikel wurden jedoch nicht verwirklicht, die Leibeigenschaft blieb bestehen und auch die im Vertrag vorgesehenen Schiedsgerichte wurden nie eingeführt. Ihren Anführern warfen die Bauern vor, sie mit dem Weingartener Vertrag betrogen zu haben. Martin Luther lobte den Vertrag als Modell für eine friedliche Konfliktlösung und „besondere Gnade Gottes, empfangen in dieser wüsten, greulichen Zeit“ und ließ ihn zügig mit einer eigenen Vorrede in Wittenberg nachdrucken. Im digitalen Landesarchiv Bavarikon kann eine Faksimileausgabe des Vertrags mit dessen Kommentierung eingesehen werden.

## Gedenken
Am 9. Mai 2025 wurde in Weingarten ein Denkmal zum Weingartener Vertrag eingeweiht. Hierbei handelt es sich um einen kreisrund auf dem Boden des Münsterplatz aufgebrachten Schriftzug, der „Damit Frieden, Ruhe und Einigkeit bewahrt werden, sollen wir…“ lautet (Auszug aus dem 13. Artikel des Weingartener Vertrags). Er beruht auf einem Entwurf des österreichischen Künstlers Marbod Fritsch. Der Bauernkriegshistoriker Elmar L. Kuhn kritisierte das Denkmal als Monument für ein „Siegerdiktat“, das fatal an die preußische Aufforderung „Ruhe ist die erste Bürgerpflicht“ erinnere. Bauern, die „eben nicht ruhig geblieben sind“ und für eine menschenwürdige Existenz gekämpft hätten, würden damit ins Unrecht gerückt und diffamiert. Bei der Einweihung des Denkmals kam es zu Protesten, unter anderem von Vertretern der Arbeitsgemeinschaft bäuerliche Landwirtschaft mit Schildern, auf denen „Vertrag Weingarten – Ein (be)trügerischer Friede!“ oder „Power to the Bauer“ stand.